# Dantu
Dantu (chinesisch 丹徒区, Pinyin Dāntú Qū) ist ein chinesischer Stadtbezirk im südwestlichen Teil der Provinz Jiangsu und gehört zum Verwaltungsgebiet der bezirksfreien Stadt Zhenjiang. Dantu hat eine Fläche von 617,1 km² und zählt 302.345 Einwohner (Stand: Zensus 2010). Regierungssitz ist die Großgemeinde Guyang (谷阳镇).

## Administrative Gliederung
Auf Gemeindeebene setzt sich der Stadtbezirk aus sieben Großgemeinden zusammen. 